# Лозанна (округ)
Лозанна (фр. District de Lausanne) — округ в швейцарском кантоне Во с административным центром в городе Лозанне.
До 2008 года в состав округа входили коммуны Бельмон-сюр-Лозанн, Поде, Пюи, Крисье, Прийи и Ренан, ныне входящие в округа Лаво-Орон и Западно-Лозаннский округ.

## Коммуны
| Герб | Коммуна             | Население (2010) | Площадь км² |
| ---- | ------------------- | ---------------- | ----------- |
|      | Жутен-Мезери        | 1336             | 1,93        |
|      | Лозанна             | 127 821          | 41,38       |
|      | Мон-сюр-Лозанн      | 5557             | 9,82        |
|      | Романель-сюр-Лозанн | 3276             | 2,88        |
|      | Шезо-сюр-Лозанн     | 3886             | 4,59        |
|      | Эпалэнж             | 8486             | 4,57        |
|      |                     |                  |             |